# Susanne Wasum-Rainer
Susanne Wasum-Rainer, née le 31 juillet 1956 à Mayence en Allemagne, est une haute fonctionnaire et diplomate allemande.
Elle est ambassadeur d’Allemagne en France entre 2012 et 2015. 

## Biographie

### Famille
Susanne Wasum-Rainer est la fille d’un viticulteur. Son mari, consul d’Allemagne en Israël, y est mort en 1996. Elle est la mère d’une fille.

### Formation
Après avoir passé son Abitur, à un gymnasium de Mayence, elle entreprend, en 1975, des études de droit à l'université Johannes Gutenberg de Mayence et plus tard à l'université de Passau et de l'université Louis-et-Maximilien de Munich et a complété son premier examen d’État en 1981 et 1984 son deuxième examen d’État.

### Carrière diplomatique
Après avoir été en poste à Rabat de 1989 à 1991, Susanne Wasum-Rainer devient conseillère culturelle de l’ambassade de Tel Aviv de 1993 à 1997. Elle est la représentante de l’Allemagne à la Mission permanente de la République fédérale d’Allemagne auprès de l’Office des Nations unies et des autres organisations internationales à Genève de 1997 à 2000.
De 2000 à 2012, elle occupe les postes de chef de division, de déléguée puis de directrice générale du département des affaires juridiques et consulaires  au ministère fédéral des Affaires étrangères à Berlin.
Susanne Wasum-Rainer a été nommée ambassadeur d’Allemagne en France en février 2012 et est entrée en fonction le 23 juillet suivant. Le 26 octobre 2012, elle remet ses lettres de créance au président de la République française François Hollande. Elle est la première femme à ce poste.